# Фінал кубка Німеччини з футболу 1954
Фінал Кубка Німеччини з футболу 1954 — фінальний матч розіграшу кубка Німеччини сезону 1953-54 відбувся 17 квітня 1954 року. У поєдинку зустрілися «Кельн» та «Штутгарт» з однойменних міст. Перемогу з рахунком 1:0 у додатковий час здобув «Штутгарт».
| Володар Кубка Німеччини 1954 |
| ---------------------------- |
|                              |
| «Штутгарт» Перший титул      |

## Учасники
| Клуб       | Участей | Роки (жирним виділено перемоги) |
| ---------- | ------- | ------------------------------- |
| «Штутгарт» | дебют   | дебют                           |
| «Кельн»    | дебют   | дебют                           |

## Шлях до фіналу
| Раунд                                                   | Противник            | Рахунок                        |
| ------------------------------------------------------- | -------------------- | ------------------------------ |
| 1/4                                                     | «Бергіш-Гладбах-09»  | 1–1 (Д) 6–0 (Г) (перегравання) |
| 1/2                                                     | «Ноєндорф» (Кобленц) | 2–2 (Д) 2–0 (Г) (перегравання) |
| (Д) = Вдома; (Г) = У гостях; (Н) = На нейтральному полі |                      |                                |

| Раунд                                                   | Противник                           | Рахунок |
| ------------------------------------------------------- | ----------------------------------- | ------- |
| 1/4                                                     | «Вікторія-89» (Західний Берлін) (Д) | 3–2     |
| 1/2                                                     | «Гамбург» (Г)                       | 3–1 дч  |
| (Д) = Вдома; (Г) = У гостях; (Н) = На нейтральному полі |                                     |         |

## Матч

### Деталі
| 17 квітня 1954 |

| Штутгарт     | 1:0 дч   | Кельн |
| ------------ | -------- | ----- |
| Вальднер 94' | Протокол |       |

| Зюдвештштадіон, Людвігсгафен-на-Рейні Глядачів: 60 000 Арбітр: Альберт Дюш |

|  |  |

| В                |  | Карл Бегелайн       |
| З                |  | Ріхард Штаймле      |
| З                |  | Еріх Реттер         |
| ПЗ               |  | Карл Баруфка        |
| ПЗ               |  | Роберт Шлінц (к)    |
| ПЗ               |  | Петер Крігер        |
| Н                |  | Ервін Вальднер      |
| Н                |  | Рольф Блессінг      |
| Н                |  | Вальтер Бюлер       |
| Н                |  | Отто Байтінгер      |
| Н                |  | Людвіг Гінтерштокер |
| Головний тренер: |  |                     |
| Георг Вурцер     |  |                     |

| В                |  | Франс де Мюнк      |
| З                |  | Ганс Граф (к)      |
| З                |  | Штефан Ланген      |
| ПЗ               |  | Герберт Дернер     |
| ПЗ               |  | Бенно Гартманн     |
| ПЗ               |  | Пауль Мебус        |
| Н                |  | Ганс Шефер         |
| Н                |  | Йозеф Реріг        |
| Н                |  | Бертгольд Нордманн |
| Н                |  | Георг Штолленверк  |
| Н                |  | Вальтер Мюллер     |
| Головний тренер: |  |                    |
| Карл Вінклер     |  |                    |